# Koro (krets)
Koro Cercle är en krets i Mali.   Den ligger i regionen Mopti, i den centrala delen av landet, 600 km öster om huvudstaden Bamako.